# Нечаев, Виталий Андреевич
Виталий Андреевич Нечаев (1 января 1936 — 1 марта 2018) — советский и российский орнитолог, доктор биологических наук, исследователь птиц Дальнего Востока. Автор более 500 научных публикаций, 20 монографий (включая коллективные).

## Биография
Родился в семье ботаника и профессора Хабаровского педагогического института А. П. Нечаева. В 1957 окончил этот институт. Отработал несколько лет сельским учителем. Затем зачислен лаборантом в ЗИН (Ленинград), познакомился с А. А. Кищинским и принял участие в шестимесячной экспедиции на Камчатку (точнее, на Корякское нагорье). Потом были и другие экспедиции. Так, уже аспирантом, Нечаев был отправлен в своём роде уникальную 15-месячную командировку на Курильские острова. В 1965 стал кандидатом наук. В 1969 вышла его книга «Птицы Южных Курильских островов».
Собирал материал в Приморье и на Сахалине. Публиковался в СССР и в Германии. Книги учёного о птицах Курил и Сахалина были переведены в Японии. В 2012 году вышла популярная книга «На Сахалине и Курильских островах. Рассказы о птицах».
Лауреат премии им. проф. А. И. Куренцова ДО РАН. Увлекался флористикой, имел младшего брата-ботаника.